# Нихалоевские водопады
Нихалоевские (Нихалойские) водопады расположены на правом притоке реки Чанти-Аргун вблизи селения Нихалой (Шатойский район, Чечня) и представляют собой каскад из нескольких водопадов. Самый маленький из них имеет высоту 2 метра, самый высокий — 32 метра. Для удобства посещения на территории установлены лестницы и переходы.
Рядом с водопадами расположен спортивно-туристический комплекс с 8 деревянными коттеджами, летними беседками, рестораном, тренажёрным залом, гостиницей, полем для мини-футбола, теннисными кортами. Комплекс имеет площадь 13 тысяч м² и рассчитан на приём до 200 посетителей.
Поблизости от водопадов находится средневековая чеченская башня.

## Примечания

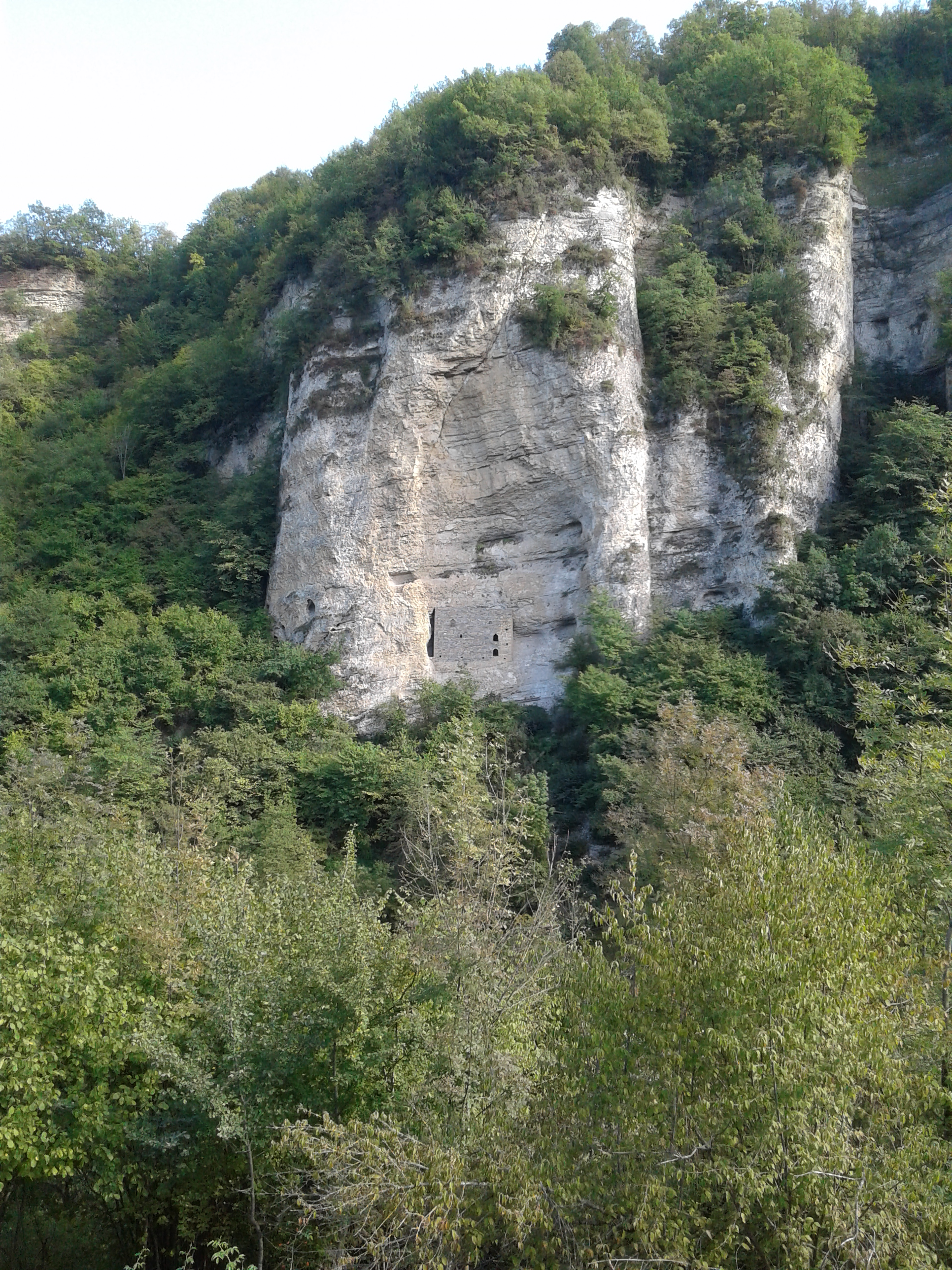
Средневековая башня рядом с водопадами